# Pissonotus speciosus
Pissonotus speciosus är en insektsart som beskrevs av Metcalf 1923. Pissonotus speciosus ingår i släktet Pissonotus och familjen sporrstritar. Inga underarter finns listade i Catalogue of Life.